# Pandivirilia tomentosa
Pandivirilia tomentosa är en tvåvingeart som beskrevs av Lyneborg 1986. Pandivirilia tomentosa ingår i släktet Pandivirilia och familjen stilettflugor. Inga underarter finns listade i Catalogue of Life.